# Cholet-Pays de la Loire 2021
La 42e édition de Cholet-Pays de la Loire a lieu le 28 mars 2021. L'édition précédente remonte à 2019, car celle de 2020 fut annulée  à cause de la pandémie de COVID-19. Elle fait partie de la Coupe de France et du calendrier UCI Europe Tour 2021 en catégorie 1.1.

## Présentation

### Parcours
La 42e édition de Cholet-Pays de la Loire est une course initialement réservée aux sprinteurs, lors des éditions précédentes il n'est pas rare de voir un sprint massif ou en petit comité. Bien malin celui qui saura dire qui entre les sprinteurs, les puncheurs ou les échappés va s’imposer à Cholet. Le profil est presque identique aux années précédentes mais cette fois, le parcours a été tracé dans le sens inverse des éditions précédentes.
Les sprinteurs devront tout du moins passer les quelques difficultés du parcours, il y en aura neuf en tout, elles se succèdent ainsi : Côte de Beaucou (km 15), Côte de la Séguinière (km 21), Côte du Cimetière (km 52), Côte de la Baronie (km 70), Côte de Saint-Hilaire (km 86), Côte de la Chapelle de haute Foy (km 94), Côte de Toutlemonde (km 125). Le 8e grimpeur est placé avant l’entrée sur le circuit final dans Cholet. Quant à l’ultime difficulté, elle se passera entre le 3e et le 4e tour de circuit.

### Équipes participantes
| WorldTeams (4)- AG2R Citroën Team - Cofidis - Groupama-FDJ - Intermarché-Wanty-Gobert Matériaux ProTeams (11)- Androni Giocattoli-Sidermec - Arkéa-Samsic - B&B Hotels p/b KTM - Bingoal Pauwels Sauces WB - Burgos-BH - Caja Rural-Seguros RGA - Delko - Rally Cycling - Sport Vlaanderen-Baloise - Total Direct Énergie - Uno-X Pro Cycling Team Équipes continentales (6)- Canyon dhb SunGod - Development Team DSM - Riwal - Saint Michel-Auber 93 - Swiss Racing - Xelliss-Roubaix Lille Métropole |
| |

### Principaux coureurs présents
Le plateau de la 42e édition de Cholet-Pays de la Loire est assez impressionnant pour une petite course. Malgré seulement trois équipes World Tour, on retrouve des grands noms du cyclisme comme les français qui font leur rentrée : Pierre Rolland (B&B Hotels p/b KTM) vainqueur d'étape sur le Tour de France ou encore Benoît Cosnefroy (AG2R Citroën), 2e de la Flèche Wallonne l'an passé.
Le grand favori de l'épreuve semble le sprinteur Nacer Bouhanni pour la formation Arkéa-Samsic, toujours en quête d'un premier bouquet en 2021 après de nombreuses places d'honneur. Le sprinteur italien Elia Viviani tentera de décrocher sa première victoire avec l’équipe Cofidis. Pour la formation Groupama-FDJ le jeune Jake Stewart auteur d'un très bon début de saison avec un podium sur l'Omloop Het Nieuswblad fait partie d'un des trois grands favoris. D'autres hommes rapides au sprint seront aussi présents comme le tenant du titre Marc Sarreau avec une nouvelle équipe,AG2R Citroën ou encore Romain Cardis (St Michel-Aubert 93), Luca Mozzato (B&B Hotels p/b KTM) et Jon Aberasturi (Caja Rural-Seguros RGA). Il faudra toutefois se méfier des baroudeurs et des puncheurs qui voudront anticiper le sprint comme Alexys Brunel (Groupama-FDJ) ou Dorion Godon (AG2R Citroën).

### Récit de la course
Le début de course est très nerveux avec de multiples attaques, le peloton se coupera même en plusieurs morceaux avant de se regrouper Finalement, cinq coureurs parviennent à se dégager pour former l'échappée du jour : Nicolas Prodhomme (AG2R Citroën), Clément Carisey (Delko), Stuart Balfour avec Yannis Voisard (Swiss Racing Academy) et Alexys Brunel (Groupama-FDJ). L'écart n’excédera pas les deux minutes d'avance. À environ 100 kilomètres du but, Alexis Gougeard (AG2R Citroën) sort du peloton et fait la jonction. A 50 kilomètres du but, le peloton revient à 30 secondes, Gougeard tente sa chance et amène avec lui Brunel et Carisey. 
Alexys Brunel finit par sortir seul mais il est finalement repris par un groupe d'une dizaine d'hommes avec Thibault Ferasse (B&B Hotels), Jake Stewart (Groupama-FDJ), Simon Geschke (Cofidis), Nans Peters et Dorian Godon (AG2R Citroën). Ce dernier sort seul avec trois autres coureurs, Alexys Brunel fait notamment partie de ce groupe, le jeune français est décidément très impressionnant. Mais le peloton, qui est désormais emmené par la B&B Hotels, est juste derrière. À 7 kilomètres de l'arrivée, Godon part finalement seul mais il est vite repris. Un dernier contre se forme avec Benoît Cosnefroy (AG2R Citroën), Cyril Barthe (B&B Hotels) et Biniam Girmay (Delko). Ils sont finalement repris à 800 mètres de la ligne.
La victoire va finalement se jouer au sprint, Elia Viviani est parfaitement amené dans la roue de son poisson-pilote Fabio Sabatini sur la gauche de la route. Thomas Boudat lui emmène du mieux qu'il peut son sprinteur Nacer Bouhanni et ramène le sprint sur la droite de la route dans les 400 derniers mètres. Jake Stewart tente de se frayer un chemin pour sauter sur la ligne Elia Viviani qui a déjà lancé son sprint, seulement Nacer Bouhanni le tasse violemment contre les barrières. À cause de cet incident, Viviani s'impose facilement devant Jon Aberasturi et Nacer Bouhanni. Le jury ds commissaires décidera finalement de déclasser Bouhanni pour sprint irrégulier, Pierre Barbier prend donc la place du coureur d'Arkéa-Samsic sur le Podium. Quant à Jake Stewart il se contente d'une 29ème place, il souffre en vérité d'une fracture de la main et sera indisponible pour trois semaines. Le vainqueur Elia Viviani signe sa première victoire avec son équipe Cofidis.

## Classements

### Classement final
| \| Classement général \| Classement général \| Classement général \| Classement général \| Classement général \| \| Coureur \| Coureur \| Pays \| Équipe \| Temps \| \| ------------------ \| ------------------ \| ------------------ \| --------------------------- \| ------------------ \| \| 1er \| Elia Viviani \| Italie \| Cofidis \| 4 h 43 min 35 s \| \| 2e \| Jon Aberasturi \| Espagne \| Caja Rural-Seguros RGA \| + 0 s \| \| 3e \| Pierre Barbier \| France \| Delko \| + 0 s \| \| 4e \| Dorian Godon \| France \| AG2R Citroën Team \| + 0 s \| \| 5e \| Marc Sarreau \| France \| AG2R Citroën Team \| + 0 s \| \| 6e \| Alex Vogel \| Suisse \| Swiss Racing Academy \| + 0 s \| \| 7e \| Matthew Bostock \| Royaume-Uni \| Canyon dhb SunGod \| + 0 s \| \| 8e \| Thomas Boudat \| France \| Arkéa-Samsic \| + 0 s \| \| 9e \| Romain Cardis \| France \| Saint Michel-Auber 93 \| + 0 s \| \| 10e \| Matteo Malucelli \| Italie \| Androni Giocattoli-Sidermec \| + 0 s \| |                  |             |                             |                 |
| |                  |             |                             |                 |
| Source : ProCyclingStats |                  |             |                             |                 |
| Classement général |                  |             |                             |                 |
| Coureur | Coureur          | Pays        | Équipe                      | Temps           |
| 1er | Elia Viviani     | Italie      | Cofidis                     | 4 h 43 min 35 s |
| 2e | Jon Aberasturi   | Espagne     | Caja Rural-Seguros RGA      | + 0 s           |
| 3e | Pierre Barbier   | France      | Delko                       | + 0 s           |
| 4e | Dorian Godon     | France      | AG2R Citroën Team           | + 0 s           |
| 5e | Marc Sarreau     | France      | AG2R Citroën Team           | + 0 s           |
| 6e | Alex Vogel       | Suisse      | Swiss Racing Academy        | + 0 s           |
| 7e | Matthew Bostock  | Royaume-Uni | Canyon dhb SunGod           | + 0 s           |
| 8e | Thomas Boudat    | France      | Arkéa-Samsic                | + 0 s           |
| 9e | Romain Cardis    | France      | Saint Michel-Auber 93       | + 0 s           |
| 10e | Matteo Malucelli | Italie      | Androni Giocattoli-Sidermec | + 0 s           |

### Autres classements
|   | Coureurs        | Équipe               | Points |
| - | --------------- | -------------------- | ------ |
| 1 | Stuart Balfour  | Swiss Racing Academy | 32     |
| 2 | Alexys Brunel   | Groupama-FDJ         | 24     |
| 3 | Clément Carisey | Delko                | 16     |
| 4 | Alexys Gougeard | AG2R Citroën         | 10     |
| 5 | Théry Schir     | Swiss Racing Academy | 6      |
| 6 | Jacob Scott     | Canyon dhb SunGod    | 2      |

Coureur le plus combatif :
- Alexys Brunel (Groupama-FDJ)

## Liste des participants
| AG2R Citroën Team ACT | AG2R Citroën Team ACT   | AG2R Citroën Team ACT |
| --------------------- | ----------------------- | --------------------- |
| Num                   | Coureur                 | Pos                   |
| 1                     | Marc Sarreau (FRA)      | 5e                    |
| 2                     | Benoît Cosnefroy (FRA)  | 62e                   |
| 3                     | Alexis Gougeard (FRA)   | 114e                  |
| 4                     | Dorian Godon (FRA)      | 4e                    |
| 5                     | Anthony Jullien (FRA)   | 28e                   |
| 6                     | Lawrence Naesen (BEL)   | 22e                   |
| 7                     | Nans Peters (FRA)       | 36e                   |
| 8                     | Nicolas Prodhomme (FRA) | AB                    |

| Cofidis COF | Cofidis COF               | Cofidis COF |
| ----------- | ------------------------- | ----------- |
| Num         | Coureur                   | Pos         |
| 11          | Elia Viviani (ITA)        | 1er         |
| 12          | Fabio Sabatini (ITA)      | 42e         |
| 13          | Simon Geschke (GER)       | 58e         |
| 14          | Eddy Finé (FRA)           | 93e         |
| 15          | Emmanuel Morin (FRA)      | 65e         |
| 16          | Anthony Perez (FRA)       | 94e         |
| 17          | Pierre-Luc Périchon (FRA) | 52e         |
| 18          | Victor Lafay (FRA)        | 117e        |

| Groupama-FDJ GFC | Groupama-FDJ GFC        | Groupama-FDJ GFC |
| ---------------- | ----------------------- | ---------------- |
| Num              | Coureur                 | Pos              |
| 21               | Alexys Brunel (FRA)     | 109e             |
| 22               | Clément Davy (FRA)      | 96e              |
| 23               | Jake Stewart (GBR)      | 29e              |
| 24               | Lars van den Berg (NED) | AB               |
| 25               | Rait Ärm (EST)          | 81e              |
| 26               | Paul Penhoët (FRA)      | 125e             |
| 27               | Romain Seigle (FRA)     | 74e              |
| 28               | Lewis Askey (GBR)       | 66e              |

| Intermarché-Wanty-Gobert Matériaux IWG | Intermarché-Wanty-Gobert Matériaux IWG | Intermarché-Wanty-Gobert Matériaux IWG |
| -------------------------------------- | -------------------------------------- | -------------------------------------- |
| Num                                    | Coureur                                | Pos                                    |
| 31                                     | Théo Delacroix (FRA)                   | 51e                                    |
| 32                                     | Jasper De Plus (BEL)                   | 91e                                    |
| 33                                     | Ludwig De Winter (BEL)                 | 84e                                    |
| 34                                     | Maurits Lammertink (NED)               | 11e                                    |
| 35                                     | Riccardo Minali (ITA)                  | AB                                     |
| 36                                     | Georg Zimmermann (GER)                 | 30e                                    |
| 37                                     | Wesley Kreder (NED)                    | 31e                                    |

| Arkéa-Samsic ARK | Arkéa-Samsic ARK         | Arkéa-Samsic ARK |
| ---------------- | ------------------------ | ---------------- |
| Num              | Coureur                  | Pos              |
| 41               | Thomas Boudat (FRA)      | 8e               |
| 42               | Nacer Bouhanni (FRA)     | DQ               |
| 43               | Thibault Guernalec (FRA) | 137e             |
| 44               | Markus Pajur (EST)       | 73e              |
| 45               | Romain Hardy (FRA)       | 122e             |
| 46               | Winner Anacona (COL)     | 48e              |
| 47               | Dayer Quintana (COL)     | 71e              |

| Delko DKO | Delko DKO                 | Delko DKO |
| --------- | ------------------------- | --------- |
| Num       | Coureur                   | Pos       |
| 51        | Pierre Barbier (FRA)      | 3e        |
| 52        | Clément Berthet (FRA)     | 39e       |
| 53        | Lucas De Rossi (FRA)      | 60e       |
| 54        | Evaldas Šiškevičius (LTU) | 64e       |
| 55        | Biniam Girmay (ERI)       | 47e       |
| 56        | Dušan Rajović (SRB)       | AB        |
| 57        | August Jensen (NOR)       | 116e      |
| 58        | Clément Carisey (FRA)     | 98e       |

| B&B Hotels p/b KTM BBK | B&B Hotels p/b KTM BBK | B&B Hotels p/b KTM BBK |
| ---------------------- | ---------------------- | ---------------------- |
| Num                    | Coureur                | Pos                    |
| 61                     | Pierre Rolland (FRA)   | 40e                    |
| 62                     | Cyril Barthe (FRA)     | 57e                    |
| 63                     | Maxime Chevalier (FRA) | 135e                   |
| 64                     | Thibault Ferasse (FRA) | 104e                   |
| 65                     | Jonathan Hivert (FRA)  | 110e                   |
| 66                     | Luca Mozzato (ITA)     | 24e                    |
| 67                     | Kévin Réza (FRA)       | 67e                    |
| 68                     | Nicola Bagioli (ITA)   | AB                     |

| Burgos-BH BBH | Burgos-BH BBH            | Burgos-BH BBH |
| ------------- | ------------------------ | ------------- |
| Num           | Coureur                  | Pos           |
| 71            | Victor Langellotti (MON) | AB            |
| 72            | Isaac Cantón (ESP)       | 79e           |
| 73            | Manuel Peñalver (ESP)    | 111e          |
| 74            | Juan Felipe Osorio (COL) | 78e           |
| 75            | Alex Molenaar (NED)      | 128e          |
| 76            | Ángel Fuentes (ESP)      | 25e           |
| 77            | Jesús Ezquerra (ESP)     | 16e           |
| 78            | Edwin Ávila (COL)        | 82e           |

| Total Direct Énergie TDE | Total Direct Énergie TDE | Total Direct Énergie TDE |
| ------------------------ | ------------------------ | ------------------------ |
| Num                      | Coureur                  | Pos                      |
| 81                       | Niccolò Bonifazio (ITA)  | 13e                      |
| 82                       | Alexandre Geniez (FRA)   | 59e                      |
| 83                       | Jérôme Cousin (FRA)      | AB                       |
| 84                       | Marlon Gaillard (FRA)    | 103e                     |
| 85                       | Valentin Ferron (FRA)    | 49e                      |
| 86                       | Lorrenzo Manzin (FRA)    | 99e                      |
| 87                       | Paul Ourselin (FRA)      | 101e                     |
| 88                       | Julien Simon (FRA)       | 21e                      |

| Sport Vlaanderen-Baloise SVB | Sport Vlaanderen-Baloise SVB | Sport Vlaanderen-Baloise SVB |
| ---------------------------- | ---------------------------- | ---------------------------- |
| Num                          | Coureur                      | Pos                          |
| 91                           | Ruben Apers (BEL)            | AB                           |
| 92                           | Kenny De Ketele (BEL)        | 90e                          |
| 93                           | Sander De Pestel (BEL)       | 134e                         |
| 94                           | Julian Mertens (BEL)         | AB                           |
| 95                           | Jens Reynders (BEL)          | 35e                          |
| 96                           | Aaron Verwilst (BEL)         | 75e                          |
| 97                           | Sasha Weemaes (BEL)          | 141e                         |

| Rally Cycling RLY | Rally Cycling RLY      | Rally Cycling RLY |
| ----------------- | ---------------------- | ----------------- |
| Num               | Coureur                | Pos               |
| 101               | Stephen Bassett (USA)  | 38e               |
| 102               | Robin Carpenter (USA)  | 121e              |
| 103               | Pier-André Côté (CAN)  | 12e               |
| 104               | Matteo Dal-Cin (CAN)   | 108e              |
| 105               | Adam de Vos (CAN)      | 89e               |
| 106               | Emerson Oronte (USA)   | 139e              |
| 107               | Magnus Sheffield (USA) | 112e              |
| 108               | Keegan Swirbul (USA)   | AB                |

| Caja Rural-Seguros RGA CJR | Caja Rural-Seguros RGA CJR | Caja Rural-Seguros RGA CJR |
| -------------------------- | -------------------------- | -------------------------- |
| Num                        | Coureur                    | Pos                        |
| 111                        | Jon Aberasturi (ESP)       | 2e                         |
| 112                        | Aritz Bagües (ESP)         | 54e                        |
| 113                        | Jon Barrenetxea (ESP)      | 41e                        |
| 114                        | Josu Etxeberria (ESP)      | 130e                       |
| 115                        | David González López (ESP) | 95e                        |
| 116                        | Jon Irisarri (ESP)         | 61e                        |
| 117                        | Joel Nicolau (ESP)         | 127e                       |
| 118                        | Sergio Román Martín (ESP)  | 70e                        |

| Bingoal Pauwels Sauces WB BWB | Bingoal Pauwels Sauces WB BWB | Bingoal Pauwels Sauces WB BWB |
| ----------------------------- | ----------------------------- | ----------------------------- |
| Num                           | Coureur                       | Pos                           |
| 121                           | Boris Vallée (BEL)            | 87e                           |
| 122                           | Wesley Vercamst (BEL)         | AB                            |
| 124                           | Quentin Venner (BEL)          | 100e                          |
| 125                           | Luc Wirtgen (LUX)             | AB                            |
| 126                           | Mathijs Paasschens (NED)      | 68e                           |
| 127                           | Dimitri Peyskens (BEL)        | 50e                           |
| 128                           | Stanisław Aniołkowski (POL)   | 14e                           |

| Androni Giocattoli-Sidermec ANS | Androni Giocattoli-Sidermec ANS | Androni Giocattoli-Sidermec ANS |
| ------------------------------- | ------------------------------- | ------------------------------- |
| Num                             | Coureur                         | Pos                             |
| 131                             | Matteo Malucelli (ITA)          | 10e                             |
| 132                             | Leonardo Marchiori (ITA)        | 92e                             |
| 133                             | Luca Chirico (ITA)              | 53e                             |
| 134                             | János Pelikán (HUN)             | AB                              |
| 135                             | Filippo Tagliani (ITA)          | 113e                            |
| 136                             | Nicola Venchiarutti (ITA)       | 33e                             |
| 137                             | Mattia Viel (ITA)               | 126e                            |
| 138                             | Žiga Jerman (SLO)               | 26e                             |

| Saint Michel-Auber 93 AUB | Saint Michel-Auber 93 AUB | Saint Michel-Auber 93 AUB |
| ------------------------- | ------------------------- | ------------------------- |
| Num                       | Coureur                   | Pos                       |
| 141                       | Romain Cardis (FRA)       | 9e                        |
| 142                       | Tony Hurel (FRA)          | 106e                      |
| 143                       | Louis Louvet (FRA)        | AB                        |
| 144                       | Flavien Maurelet (FRA)    | 72e                       |
| 145                       | Yoann Paillot (FRA)       | 76e                       |
| 146                       | Jason Tesson (FRA)        | 15e                       |
| 147                       | Anthony Maldonado (FRA)   | 105e                      |
| 148                       | Baptiste Bleier (FRA)     | AB                        |

| Xelliss-Roubaix Lille Métropole XRL | Xelliss-Roubaix Lille Métropole XRL | Xelliss-Roubaix Lille Métropole XRL |
| ----------------------------------- | ----------------------------------- | ----------------------------------- |
| Num                                 | Coureur                             | Pos                                 |
| 151                                 | Julien Antomarchi (FRA)             | 56e                                 |
| 152                                 | Maximilien Picoux (BEL)             | AB                                  |
| 153                                 | Jérémy Leveau (FRA)                 | 20e                                 |
| 154                                 | Mathias De Witte (BEL)              | 23e                                 |
| 155                                 | Dylan Kowalski (FRA)                | 17e                                 |
| 156                                 | Samuel Leroux (FRA)                 | 88e                                 |
| 157                                 | Emiel Vermeulen (BEL)               | AB                                  |
| 158                                 | Maxime Urruty (FRA)                 | 34e                                 |

| Uno-X Pro Cycling Team UXT | Uno-X Pro Cycling Team UXT   | Uno-X Pro Cycling Team UXT |
| -------------------------- | ---------------------------- | -------------------------- |
| Num                        | Coureur                      | Pos                        |
| 161                        | Søren Wærenskjold (NOR)      | 107e                       |
| 162                        | Lars Saugstad (NOR)          | 85e                        |
| 163                        | Jonas Abrahamsen (NOR)       | 115e                       |
| 164                        | Martin Bugge Urianstad (NOR) | 80e                        |
| 165                        | Kristian Kulset (NOR)        | 131e                       |
| 166                        | Iver Skaarseth (NOR)         | 120e                       |
| 167                        | Morten Hulgaard (DEN)        | 136e                       |
| 168                        | Torstein Træen (NOR)         | 43e                        |

| Canyon dhb SunGod DHB | Canyon dhb SunGod DHB | Canyon dhb SunGod DHB |
| --------------------- | --------------------- | --------------------- |
| Num                   | Coureur               | Pos                   |
| 171                   | Jim Brown (GBR)       | 86e                   |
| 172                   | Andrew Tennant (GBR)  | AB                    |
| 173                   | Reece Wood (GBR)      | 138e                  |
| 174                   | Rory Townsend (IRL)   | 69e                   |
| 175                   | Robert Scott (GBR)    | 129e                  |
| 176                   | Jacob Scott (GBR)     | 77e                   |
| 177                   | Matthew Bostock (GBR) | 7e                    |
| 178                   | Damien Clayton (GBR)  | 140e                  |

| Swiss Racing Academy SRA | Swiss Racing Academy SRA | Swiss Racing Academy SRA |
| ------------------------ | ------------------------ | ------------------------ |
| Num                      | Coureur                  | Pos                      |
| 181                      | Stuart Balfour (GBR)     | 133e                     |
| 182                      | Reto Müller (SUI)        | 118e                     |
| 183                      | Matthias Reutimann (SUI) | 119e                     |
| 184                      | Lukas Rüegg (SUI)        | 32e                      |
| 185                      | Théry Schir (SUI)        | 109e                     |
| 186                      | Cyrille Thièry (SUI)     | 37e                      |
| 187                      | Yannis Voisard (SUI)     | HD                       |
| 188                      | Alex Vogel (SUI)         | 6e                       |

| Riwal Cycling Team RIW | Riwal Cycling Team RIW        | Riwal Cycling Team RIW |
| ---------------------- | ----------------------------- | ---------------------- |
| Num                    | Coureur                       | Pos                    |
| 191                    | Jesper Hansen (DEN)           | 19e                    |
| 192                    | Jesper Schultz (DEN)          | 83e                    |
| 193                    | Elmar Reinders (NED)          | 46e                    |
| 194                    | Tobias Kongstad (DEN)         | 18e                    |
| 195                    | Nick van der Lijke (NED)      | AB                     |
| 196                    | Lucas Eriksson (SWE)          | 45e                    |
| 197                    | Rasmus Christian Quaade (DEN) | 123e                   |
| 198                    | Kim Magnusson (SWE)           | 124e                   |

| Development Team DSM DDS | Development Team DSM DDS   | Development Team DSM DDS |
| ------------------------ | -------------------------- | ------------------------ |
| Num                      | Coureur                    | Pos                      |
| 201                      | Pavel Bittner (CZE)        | AB                       |
| 202                      | Leon Heinschke (GER)       | 55e                      |
| 203                      | Enzo Leijnse (NED)         | 133e                     |
| 204                      | Tobias Lund Andresen (DEN) | 142e                     |
| 205                      | Tim Naberman (NED)         | 97e                      |
| 206                      | Pepijn Reinderink (NED)    | 102e                     |
| 207                      | Casper van Uden (NED)      | 27e                      |
| 208                      | Oscar Onley (GBR)          | AB                       |

| AG2R Citroën Team ACT | AG2R Citroën Team ACT   | AG2R Citroën Team ACT |
| --------------------- | ----------------------- | --------------------- |
| Num                   | Coureur                 | Pos                   |
| 1                     | Marc Sarreau (FRA)      | 5e                    |
| 2                     | Benoît Cosnefroy (FRA)  | 62e                   |
| 3                     | Alexis Gougeard (FRA)   | 114e                  |
| 4                     | Dorian Godon (FRA)      | 4e                    |
| 5                     | Anthony Jullien (FRA)   | 28e                   |
| 6                     | Lawrence Naesen (BEL)   | 22e                   |
| 7                     | Nans Peters (FRA)       | 36e                   |
| 8                     | Nicolas Prodhomme (FRA) | AB                    |

| Cofidis COF | Cofidis COF               | Cofidis COF |
| ----------- | ------------------------- | ----------- |
| Num         | Coureur                   | Pos         |
| 11          | Elia Viviani (ITA)        | 1er         |
| 12          | Fabio Sabatini (ITA)      | 42e         |
| 13          | Simon Geschke (GER)       | 58e         |
| 14          | Eddy Finé (FRA)           | 93e         |
| 15          | Emmanuel Morin (FRA)      | 65e         |
| 16          | Anthony Perez (FRA)       | 94e         |
| 17          | Pierre-Luc Périchon (FRA) | 52e         |
| 18          | Victor Lafay (FRA)        | 117e        |

| Groupama-FDJ GFC | Groupama-FDJ GFC        | Groupama-FDJ GFC |
| ---------------- | ----------------------- | ---------------- |
| Num              | Coureur                 | Pos              |
| 21               | Alexys Brunel (FRA)     | 109e             |
| 22               | Clément Davy (FRA)      | 96e              |
| 23               | Jake Stewart (GBR)      | 29e              |
| 24               | Lars van den Berg (NED) | AB               |
| 25               | Rait Ärm (EST)          | 81e              |
| 26               | Paul Penhoët (FRA)      | 125e             |
| 27               | Romain Seigle (FRA)     | 74e              |
| 28               | Lewis Askey (GBR)       | 66e              |

| Intermarché-Wanty-Gobert Matériaux IWG | Intermarché-Wanty-Gobert Matériaux IWG | Intermarché-Wanty-Gobert Matériaux IWG |
| -------------------------------------- | -------------------------------------- | -------------------------------------- |
| Num                                    | Coureur                                | Pos                                    |
| 31                                     | Théo Delacroix (FRA)                   | 51e                                    |
| 32                                     | Jasper De Plus (BEL)                   | 91e                                    |
| 33                                     | Ludwig De Winter (BEL)                 | 84e                                    |
| 34                                     | Maurits Lammertink (NED)               | 11e                                    |
| 35                                     | Riccardo Minali (ITA)                  | AB                                     |
| 36                                     | Georg Zimmermann (GER)                 | 30e                                    |
| 37                                     | Wesley Kreder (NED)                    | 31e                                    |

| Arkéa-Samsic ARK | Arkéa-Samsic ARK         | Arkéa-Samsic ARK |
| ---------------- | ------------------------ | ---------------- |
| Num              | Coureur                  | Pos              |
| 41               | Thomas Boudat (FRA)      | 8e               |
| 42               | Nacer Bouhanni (FRA)     | DQ               |
| 43               | Thibault Guernalec (FRA) | 137e             |
| 44               | Markus Pajur (EST)       | 73e              |
| 45               | Romain Hardy (FRA)       | 122e             |
| 46               | Winner Anacona (COL)     | 48e              |
| 47               | Dayer Quintana (COL)     | 71e              |

| Delko DKO | Delko DKO                 | Delko DKO |
| --------- | ------------------------- | --------- |
| Num       | Coureur                   | Pos       |
| 51        | Pierre Barbier (FRA)      | 3e        |
| 52        | Clément Berthet (FRA)     | 39e       |
| 53        | Lucas De Rossi (FRA)      | 60e       |
| 54        | Evaldas Šiškevičius (LTU) | 64e       |
| 55        | Biniam Girmay (ERI)       | 47e       |
| 56        | Dušan Rajović (SRB)       | AB        |
| 57        | August Jensen (NOR)       | 116e      |
| 58        | Clément Carisey (FRA)     | 98e       |

| B&B Hotels p/b KTM BBK | B&B Hotels p/b KTM BBK | B&B Hotels p/b KTM BBK |
| ---------------------- | ---------------------- | ---------------------- |
| Num                    | Coureur                | Pos                    |
| 61                     | Pierre Rolland (FRA)   | 40e                    |
| 62                     | Cyril Barthe (FRA)     | 57e                    |
| 63                     | Maxime Chevalier (FRA) | 135e                   |
| 64                     | Thibault Ferasse (FRA) | 104e                   |
| 65                     | Jonathan Hivert (FRA)  | 110e                   |
| 66                     | Luca Mozzato (ITA)     | 24e                    |
| 67                     | Kévin Réza (FRA)       | 67e                    |
| 68                     | Nicola Bagioli (ITA)   | AB                     |

| Burgos-BH BBH | Burgos-BH BBH            | Burgos-BH BBH |
| ------------- | ------------------------ | ------------- |
| Num           | Coureur                  | Pos           |
| 71            | Victor Langellotti (MON) | AB            |
| 72            | Isaac Cantón (ESP)       | 79e           |
| 73            | Manuel Peñalver (ESP)    | 111e          |
| 74            | Juan Felipe Osorio (COL) | 78e           |
| 75            | Alex Molenaar (NED)      | 128e          |
| 76            | Ángel Fuentes (ESP)      | 25e           |
| 77            | Jesús Ezquerra (ESP)     | 16e           |
| 78            | Edwin Ávila (COL)        | 82e           |

| Total Direct Énergie TDE | Total Direct Énergie TDE | Total Direct Énergie TDE |
| ------------------------ | ------------------------ | ------------------------ |
| Num                      | Coureur                  | Pos                      |
| 81                       | Niccolò Bonifazio (ITA)  | 13e                      |
| 82                       | Alexandre Geniez (FRA)   | 59e                      |
| 83                       | Jérôme Cousin (FRA)      | AB                       |
| 84                       | Marlon Gaillard (FRA)    | 103e                     |
| 85                       | Valentin Ferron (FRA)    | 49e                      |
| 86                       | Lorrenzo Manzin (FRA)    | 99e                      |
| 87                       | Paul Ourselin (FRA)      | 101e                     |
| 88                       | Julien Simon (FRA)       | 21e                      |

| Sport Vlaanderen-Baloise SVB | Sport Vlaanderen-Baloise SVB | Sport Vlaanderen-Baloise SVB |
| ---------------------------- | ---------------------------- | ---------------------------- |
| Num                          | Coureur                      | Pos                          |
| 91                           | Ruben Apers (BEL)            | AB                           |
| 92                           | Kenny De Ketele (BEL)        | 90e                          |
| 93                           | Sander De Pestel (BEL)       | 134e                         |
| 94                           | Julian Mertens (BEL)         | AB                           |
| 95                           | Jens Reynders (BEL)          | 35e                          |
| 96                           | Aaron Verwilst (BEL)         | 75e                          |
| 97                           | Sasha Weemaes (BEL)          | 141e                         |

| Rally Cycling RLY | Rally Cycling RLY      | Rally Cycling RLY |
| ----------------- | ---------------------- | ----------------- |
| Num               | Coureur                | Pos               |
| 101               | Stephen Bassett (USA)  | 38e               |
| 102               | Robin Carpenter (USA)  | 121e              |
| 103               | Pier-André Côté (CAN)  | 12e               |
| 104               | Matteo Dal-Cin (CAN)   | 108e              |
| 105               | Adam de Vos (CAN)      | 89e               |
| 106               | Emerson Oronte (USA)   | 139e              |
| 107               | Magnus Sheffield (USA) | 112e              |
| 108               | Keegan Swirbul (USA)   | AB                |

| Caja Rural-Seguros RGA CJR | Caja Rural-Seguros RGA CJR | Caja Rural-Seguros RGA CJR |
| -------------------------- | -------------------------- | -------------------------- |
| Num                        | Coureur                    | Pos                        |
| 111                        | Jon Aberasturi (ESP)       | 2e                         |
| 112                        | Aritz Bagües (ESP)         | 54e                        |
| 113                        | Jon Barrenetxea (ESP)      | 41e                        |
| 114                        | Josu Etxeberria (ESP)      | 130e                       |
| 115                        | David González López (ESP) | 95e                        |
| 116                        | Jon Irisarri (ESP)         | 61e                        |
| 117                        | Joel Nicolau (ESP)         | 127e                       |
| 118                        | Sergio Román Martín (ESP)  | 70e                        |

| Bingoal Pauwels Sauces WB BWB | Bingoal Pauwels Sauces WB BWB | Bingoal Pauwels Sauces WB BWB |
| ----------------------------- | ----------------------------- | ----------------------------- |
| Num                           | Coureur                       | Pos                           |
| 121                           | Boris Vallée (BEL)            | 87e                           |
| 122                           | Wesley Vercamst (BEL)         | AB                            |
| 124                           | Quentin Venner (BEL)          | 100e                          |
| 125                           | Luc Wirtgen (LUX)             | AB                            |
| 126                           | Mathijs Paasschens (NED)      | 68e                           |
| 127                           | Dimitri Peyskens (BEL)        | 50e                           |
| 128                           | Stanisław Aniołkowski (POL)   | 14e                           |

| Androni Giocattoli-Sidermec ANS | Androni Giocattoli-Sidermec ANS | Androni Giocattoli-Sidermec ANS |
| ------------------------------- | ------------------------------- | ------------------------------- |
| Num                             | Coureur                         | Pos                             |
| 131                             | Matteo Malucelli (ITA)          | 10e                             |
| 132                             | Leonardo Marchiori (ITA)        | 92e                             |
| 133                             | Luca Chirico (ITA)              | 53e                             |
| 134                             | János Pelikán (HUN)             | AB                              |
| 135                             | Filippo Tagliani (ITA)          | 113e                            |
| 136                             | Nicola Venchiarutti (ITA)       | 33e                             |
| 137                             | Mattia Viel (ITA)               | 126e                            |
| 138                             | Žiga Jerman (SLO)               | 26e                             |

| Saint Michel-Auber 93 AUB | Saint Michel-Auber 93 AUB | Saint Michel-Auber 93 AUB |
| ------------------------- | ------------------------- | ------------------------- |
| Num                       | Coureur                   | Pos                       |
| 141                       | Romain Cardis (FRA)       | 9e                        |
| 142                       | Tony Hurel (FRA)          | 106e                      |
| 143                       | Louis Louvet (FRA)        | AB                        |
| 144                       | Flavien Maurelet (FRA)    | 72e                       |
| 145                       | Yoann Paillot (FRA)       | 76e                       |
| 146                       | Jason Tesson (FRA)        | 15e                       |
| 147                       | Anthony Maldonado (FRA)   | 105e                      |
| 148                       | Baptiste Bleier (FRA)     | AB                        |

| Xelliss-Roubaix Lille Métropole XRL | Xelliss-Roubaix Lille Métropole XRL | Xelliss-Roubaix Lille Métropole XRL |
| ----------------------------------- | ----------------------------------- | ----------------------------------- |
| Num                                 | Coureur                             | Pos                                 |
| 151                                 | Julien Antomarchi (FRA)             | 56e                                 |
| 152                                 | Maximilien Picoux (BEL)             | AB                                  |
| 153                                 | Jérémy Leveau (FRA)                 | 20e                                 |
| 154                                 | Mathias De Witte (BEL)              | 23e                                 |
| 155                                 | Dylan Kowalski (FRA)                | 17e                                 |
| 156                                 | Samuel Leroux (FRA)                 | 88e                                 |
| 157                                 | Emiel Vermeulen (BEL)               | AB                                  |
| 158                                 | Maxime Urruty (FRA)                 | 34e                                 |

| Uno-X Pro Cycling Team UXT | Uno-X Pro Cycling Team UXT   | Uno-X Pro Cycling Team UXT |
| -------------------------- | ---------------------------- | -------------------------- |
| Num                        | Coureur                      | Pos                        |
| 161                        | Søren Wærenskjold (NOR)      | 107e                       |
| 162                        | Lars Saugstad (NOR)          | 85e                        |
| 163                        | Jonas Abrahamsen (NOR)       | 115e                       |
| 164                        | Martin Bugge Urianstad (NOR) | 80e                        |
| 165                        | Kristian Kulset (NOR)        | 131e                       |
| 166                        | Iver Skaarseth (NOR)         | 120e                       |
| 167                        | Morten Hulgaard (DEN)        | 136e                       |
| 168                        | Torstein Træen (NOR)         | 43e                        |

| Canyon dhb SunGod DHB | Canyon dhb SunGod DHB | Canyon dhb SunGod DHB |
| --------------------- | --------------------- | --------------------- |
| Num                   | Coureur               | Pos                   |
| 171                   | Jim Brown (GBR)       | 86e                   |
| 172                   | Andrew Tennant (GBR)  | AB                    |
| 173                   | Reece Wood (GBR)      | 138e                  |
| 174                   | Rory Townsend (IRL)   | 69e                   |
| 175                   | Robert Scott (GBR)    | 129e                  |
| 176                   | Jacob Scott (GBR)     | 77e                   |
| 177                   | Matthew Bostock (GBR) | 7e                    |
| 178                   | Damien Clayton (GBR)  | 140e                  |

| Swiss Racing Academy SRA | Swiss Racing Academy SRA | Swiss Racing Academy SRA |
| ------------------------ | ------------------------ | ------------------------ |
| Num                      | Coureur                  | Pos                      |
| 181                      | Stuart Balfour (GBR)     | 133e                     |
| 182                      | Reto Müller (SUI)        | 118e                     |
| 183                      | Matthias Reutimann (SUI) | 119e                     |
| 184                      | Lukas Rüegg (SUI)        | 32e                      |
| 185                      | Théry Schir (SUI)        | 109e                     |
| 186                      | Cyrille Thièry (SUI)     | 37e                      |
| 187                      | Yannis Voisard (SUI)     | HD                       |
| 188                      | Alex Vogel (SUI)         | 6e                       |

| Riwal Cycling Team RIW | Riwal Cycling Team RIW        | Riwal Cycling Team RIW |
| ---------------------- | ----------------------------- | ---------------------- |
| Num                    | Coureur                       | Pos                    |
| 191                    | Jesper Hansen (DEN)           | 19e                    |
| 192                    | Jesper Schultz (DEN)          | 83e                    |
| 193                    | Elmar Reinders (NED)          | 46e                    |
| 194                    | Tobias Kongstad (DEN)         | 18e                    |
| 195                    | Nick van der Lijke (NED)      | AB                     |
| 196                    | Lucas Eriksson (SWE)          | 45e                    |
| 197                    | Rasmus Christian Quaade (DEN) | 123e                   |
| 198                    | Kim Magnusson (SWE)           | 124e                   |

| Development Team DSM DDS | Development Team DSM DDS   | Development Team DSM DDS |
| ------------------------ | -------------------------- | ------------------------ |
| Num                      | Coureur                    | Pos                      |
| 201                      | Pavel Bittner (CZE)        | AB                       |
| 202                      | Leon Heinschke (GER)       | 55e                      |
| 203                      | Enzo Leijnse (NED)         | 133e                     |
| 204                      | Tobias Lund Andresen (DEN) | 142e                     |
| 205                      | Tim Naberman (NED)         | 97e                      |
| 206                      | Pepijn Reinderink (NED)    | 102e                     |
| 207                      | Casper van Uden (NED)      | 27e                      |
| 208                      | Oscar Onley (GBR)          | AB                       |

### Classement UCI
La course attribue aux coureurs le même nombre des points pour l'UCI Europe Tour 2021 et le Classement mondial UCI.
| Position           | 1er | 2e | 3e | 4e | 5e | 6e | 7e | 8e | 9e | 10e | 11e | 12e | 13e à 15e | 16e à 25e |
| Classement général | 125 | 85 | 70 | 60 | 50 | 40 | 35 | 30 | 25 | 20  | 15  | 10  | 5         | 3         |